# BD −10° 3166 b
BD −10° 3166 b ist ein Exoplanet, der den Gelben Zwerg BD −10° 3166 mit einer Umlaufperiode von 3,49 Tagen umrundet. Es handelt sich um einen Hot Jupiter. Die große Halbachse seiner Umlaufbahn misst ca. 0,045 Astronomischen Einheiten, die Mindestmasse beträgt rund eine halbe Jupitermasse. Das Objekt wurde von Steven S. Vogt und R. Paul Butler im Jahr 2000 mit Hilfe der Radialgeschwindigkeitsmethode entdeckt.